# Albert Thomas (homme politique)
Pour les articles homonymes, voir Albert Thomas et Thomas.
 (mars 2017).
Albert Thomas, né le 16 juin 1878 à Champigny-sur-Marne (Seine) et mort le 8 mai 1932 à Paris (Seine), est un homme politique français qui se distingue lors de la Première Guerre mondiale comme organisateur de la production d'armements et du travail ouvrier en temps de guerre. Il devient par la suite le premier directeur du Bureau international du travail à Genève.

## Biographie

### Jeunesse
Albert Aristide Thomas est le fils du boulanger Aristide Hilaire Thomas,, venu de Poitiers et établi à Paris, puis à Champigny, et de Marie Louise Clémence Malloire, originaire de Normandie, fille du dirigeant d'une petite entreprise souvent au bord de la faillite. Il n'a connu aucun de ses frères et sœurs tous décédés avant sa naissance. C'est à son père imprégné de l'esprit de 1848, pétri de valeurs de paix et de travail qu'il doit son intérêt pour les questions sociales. De sa mère, il tient son énergie et la volonté de s'en sortir.  
Élève brillant au lycée Michelet (Vanves),  il y rencontre Fernand Maurette, futur géographe qui, à sa demande, le rejoindra au BIT en 1924 pour diriger la Direction des recherches. Lauréat du concours général d'histoire et de philosophie et financé par une bourse de voyage obtenue du ministre de l'Instruction publique, il se rend en Sibérie en 1898, prenant à Moscou le Transsibérien jusqu'à son terminus d'alors, Krasnoïarsk. Il accomplit ensuite son année de service militaire, puis est reçu premier à l'École normale supérieure en 1899. 
Ces années sont celles de la rencontre avec son professeur de lettres, Paul Desjardins, avec qui il ne cesse de correspondre. Une lettre écrite à celui-ci éclaire l'avenir du jeune Thomas : « Je crois que trop peu d'entre nous ont songé à l'accomplissement du devoir social et que ces préoccupations seules, et non les préoccupations du concours de l'École, peuvent être entre nous un principe » [réf. nécessaire]. Reçu premier au concours de l'agrégation d'histoire et de géographie en 1902, devant Lucien Febvre, il reprend ensuite ses pérégrinations intellectuelles en suivant d'abord des cours à l'université de Berlin, où par l'entremise de Lucien Herr, il entre en contact avec des milieux réformistes et s'intéresse à la vie syndicale et coopérative, puis en visitant l'Asie mineure, la Grèce et la Turquie en qualité de titulaire du prix fondé par la Revue générale des Sciences. 
À son retour en France, il enseigne, de 1903 et 1905. Il publie successivement L'élection de Gueret au XVIIIe siècle, Le syndicalisme allemand (1903), La Russie, race colonisatrice (1906), L'histoire du Second Empire (dans l'un des tomes de l'Histoire socialiste de Jaurès), L'histoire anecdotique du travail (1910), une étude sur La liberté de l'enseignement en France depuis 1789 (1911)... Il collabore à plusieurs périodiques socialistes : L'Humanité de Jean Jaurès à partir de 1904, L'Information de 1905 à 1910. Il fonde la Revue syndicaliste en 1905, puis la réunit en 1909 à la Revue socialiste dont il devient rédacteur en chef. 
Selon l'écrivaine Nina Berberova, Albert Thomas était membre de la franc-maçonnerie, et aurait atteint le 33e et dernier degré du Rite écossais ancien et accepté.

### Politique
Militant syndicaliste et coopérateur, membre de la Fédération nationale des coopératives de consommation, proche du monde ouvrier, créateur en 1902 de la section locale du Parti socialiste français, membre en 1903 de la société coopérative campinoise La Travailleuse, il débute en politique en mai 1904 comme conseiller municipal socialiste de Champigny (dont il devient plus tard maire), avant d'être élu député socialiste de la Seine en 1910 (2e circonscription de Sceaux) et réélu en 1914. Il est rapporteur en 1912-1913 pour le budget des chemins de fer dont il prône la nationalisation. 
Lors de son premier conseil municipal en tant que maire de Champigny, le 28 mai 1912, il déclare : « J'éprouve (...) une joie vive à voir coude à coude fraternellement unis autour de cette table des membres de ces vieilles familles de cultivateurs (...) et ceux qui tard venus, commerçants, employés, ouvriers, tous émigrés de la Grande Ville, nous ont apporté les idées d'avant-garde, les idées de progrès et d'émancipation sociale ». Déjà en 1908, il avait pour la banlieue de grandes vues : il avait consacré à la démolition des fortifications et à l'utilisation de l'espace ainsi libéré une brochure, dans laquelle il demandait avec passion qu'on installe des jardins offerts aux promeneurs ouvriers. Il militait pour la départementalisation de l'agglomération, ce qui n'arrive que bien plus tard.
Devenu maire de Champigny, il applique son programme : contrôle plus serré du budget communal, abrogation des octrois, mise en règle des services techniques et création de nouveaux services municipaux, institution d'un statut du personnel communal, création de nouvelles classes dans les écoles, d'un service de médecine scolaire et institution de cours complémentaires gratuits et la construction d'un dispensaire, de bains-douches et d'un musée. 
Entre 1912 et 1914, Albert Thomas réalise quelques-uns de ses projets : adoption d'un statut progressiste pour le personnel communal, rénovation des écoles, ouverture d'un service d'offres et de demandes d'emploi, d'une soupe populaire. Proche de Jaurès, il apparaît comme intelligent, précis et brillant, défendant ses idées sociales sur la durée du travail, les pensions de retraites, la politique minière ; mais c'est après la déclaration de guerre qu'il s'impose comme gestionnaire remarquable, à 36 ans. Viviani lui confie le sous-secrétariat d'État à l'artillerie et à l'équipement militaire dans son cabinet du 26 août 1914. Il conserve ce même portefeuille dans le cabinet Briand du 29 octobre 1915 (les munitions étant substituées à l'équipement militaire). Ce sous-secrétariat d'État est converti pour lui en ministère de l'Armement et des Fabrications de guerre dans le cabinet Briand du 12 décembre 1916. 
Depuis le siège de son ministère à l'hôtel Claridge, avenue des Champs-Élysées, il organise et coordonne la production nécessaire à l'armée française. À cette fin, il entre en contact étroit et constant avec nombre d'industriels de premier plan dont Robert Pinot, secrétaire général du Comité des forges et futur représentant patronal au conseil d'administration du BIT, Henri de Peyerimhoff, secrétaire général du Comité central des houillères de France, Louis Renault ou encore René P. Duchemin, qui devint président de la CGPF (Confédération générale de la production française). L'Union Sacrée lui permettait de faire travailler ensemble dirigeants industriels et syndicaux, sans sacrifier l'impératif de production à la protection des travailleurs, qu'il visite fréquemment dans les usines et harangue dans des discours patriotiques. Ce reproche, Richard Kuisel le développe en comparant les méthodes du socialiste avec celles de son successeur, Louis Loucheur : « Alors que l'équipe de Thomas, sans expérience administrative ou industrielle, se souciait beaucoup de protéger les intérêts des travailleurs, estime-t-il, les dirigeants d'industries et techniciens qui entouraient Loucheur se concentrèrent sur l'amélioration de la production »[réf. nécessaire]. Réélu député de la Seine en 1914, il est député du Tarn de 1919 à 1921. Puis, c'est la carrière internationale en tant que premier directeur du Bureau International du Travail à Genève.

#### La Grande Guerre, l'organisateur de la production d'armement
Les socialistes entrent au gouvernement, lequel en septembre 1914 charge Albert Thomas, alors âgé de 36 ans, de coordonner les chemins de fer, l'État-Major et le ministère des Travaux publics. Le train doit apporter au plus vite armes, munitions et troupes fraîches sur un front qui s'étend rapidement, alors que l'armée allemande envahit déjà le Nord de la France, qui abrite l'essentiel du charbon et de la richesse industrielle française. C'est Aristide Briand qui rappelle en effet le sous-lieutenant Thomas du 78e régiment d'infanterie territoriale où il est affecté en août 1914, lui ayant promis dès le 13 : « Nous ne perdons pas de vue votre cas. Nous faisons des démarches pour obtenir que l'on vous emploie utilement. » Trois jours plus tard en effet, Albert Thomas est convié par arrêté des ministres de l'Intérieur et de la Guerre à participer aux travaux de la commission supérieure de la main-d’œuvre et du ravitaillement, présidée par Aristide Briand. C'est un autre socialiste, Léon Blum, chef de cabinet du ministère des Travaux publics, qui signe l'autorisation de déplacement du député mobilisé.
On ne sait pas à quelle date Louis Renault et Albert Thomas se sont rencontrés. Dans une lettre de 1918[Laquelle ?], Louis Renault évoque « notre vieille amitié » en s'adressant à son vieux complice. Au cours de l'été 1914, Albert Thomas retrouve Louis Renault à la faculté des lettres de Bordeaux où se réunissent tous les quinze jours les représentants de l'État et de l'industrie privée. Le 7 septembre, Briand, Thomas et Renault, s'accordent quelques heures de détente à Herqueville, villégiature de Louis Renault en Normandie. Ils s'accordent sur le fait de donner à la France les armes qu'elle demande. Les centres de production sont situés dans les régions envahies ou dans les zones des armées. Les usines de fonte malléable indispensable pour la fabrication des culasses de moteur se trouvent dans les Ardennes, la production d'aluminium dans la région de Creil. Pour remplacer ces fournisseurs, Louis Renault a décidé de créer des fonderies à Billancourt. On manque de magnétos pour les moteurs d'avion. Le constructeur fait réquisitionner à son profit les ateliers de la société Bosch, ce qui lui permet de développer la Société d'éclairage électrique des véhicules (SEV). 
Les 8 et 9 août, Renault est convoqué par le ministre de la guerre Messimy qui l'envoie voir le général Ronneaux puis le général Mangin à qui il demande si un obus est de l'embouti. Mangin l'envoie à Bourges observer le mode de fabrication des obus. Il constate : « Il est impossible de faire des obus autrement que par décolletage »[réf. nécessaire]. Louis Renault retourne en région parisienne où il rencontre le colonel Obrecht, directeur de l'arsenal de Puteaux. En l'espace d'une nuit, les vingt premiers obus bi-bloc sont fabriqués à Billancourt. Le 25 août, Louis Renault reçoit l'ordre de replier ses installations sur les usines Rochet-Schneider de Lyon. Il faut douze trains pour réaliser ce déménagement. Par la suite Louis Renault participe tous les mois aux réunions des fabricants d'obus et de matériel lourd, présidées par le ministre de la guerre ou de l'armement. Il dirige en outre le groupement des constructeurs français d'armes portatives, de moteurs d'avion et de chars de combat. Enfin, il intègre plusieurs commissions consultatives comme celle consacrée à l'artillerie d'assaut. En août 1915, André Citroën, Louis Renault, et Robert Pinot prennent successivement la parole pour organiser le contrôle du personnel à l'intérieur des usines ; Albert Thomas n'est pas seul à travailler sur le sujet de l'armement. 
Soutenu par une meilleure organisation des pouvoirs publics, Renault produit plus de 36 000 obus de 75 par jour en août 1915, devant le groupe Marine de l'État avec deux fois moins d'obus produits, Schneider qui se contente de 6 500 obus et Saint Étienne en queue avec 800 obus. Les difficultés d'approvisionnement en métal et la nécessité de répartir les efforts sur d'autres matériels entraînent une baisse générale de la production à la fin de 1915. Renault fournit pourtant la moitié des obus livrés à l'armée par le groupe de Paris. 
Louis Renault se plaint des lourdeurs administratives, il appelle l'attention d'Albert Thomas sur les difficultés dues aux retards des transports, conseille d'aménager les quais de Seine pour faciliter les déchargements de charbon et propose d'étudier le travail de nuit afin d'activer l'acheminement de l'acier par voie fluviale. À différentes reprises, les fabrications de guerre sont sur le point d'être arrêtées faute de matières premières. Au cours de l'hiver 1916-1917, la situation paraît critique. Billancourt n'a plus d'acier pour fabriquer des moteurs d'avion, les tracteurs d'artillerie ou les canons à longue portée : « Des chiffres comme ceux que Renault me soumet sont tout simplement effrayants », écrit Albert Thomas au service des Forges[réf. nécessaire]. 
L'administration, en particulier la douane portuaire est débordée. Au mois de novembre 1916, la situation des déchargements à Nantes est telle que les Anglais menacent de retirer leurs bateaux et d'interrompre les livraisons. En décembre, 90 000 tonnes d'acier sont entreposées dans les usines consommatrices, mais 170 000 attendent encore dans les ports et dans les parcs de stockage. Pendant la même période, il faut sept semaines pour acheminer des pièces de Saint-Étienne à Billancourt pour la construction de canons Filloux. 
À l'issue d'une réunion au ministère de la guerre, Louis Renault suggère d'entretenir plusieurs parcs de camions pour assurer le transit vers la capitale. Enfin, dans le but de lutter contre les pénuries d'énergie, il propose de limiter la consommation privée à un taux mensuel déterminé par l'administration. Cette étroite collaboration prend les formes les plus diverses : Albert Thomas souhaite-t-il décentraliser les principales industries de guerre de la région parisienne ? Louis Renault achète des terrains au Mans pour y construire une usine. Le même ministre entend-il lutter contre la pénurie d'acier qui sanctionne gravement les fabrications ? Le patron de Billancourt crée la société des Aciéries de Grand-Couronne et installe des ateliers à Saint-Michel-de-Maurienne. La volonté d'intégrer les fabrications, qui anime le constructeur depuis longtemps, coïncide avec les impératifs de la défense nationale. En effectuant ses opérations, Louis Renault ne cherche pas uniquement la rentabilité. Dès 1919, il abandonne la présidence de Grand-Couronne à Marcel Dumuis, représentant des Forges et Aciéries de Firminy ; deux ans plus tard, il liquide la totalité de ses actions.
Les qualités d'organisateur d'Albert Thomas sont remarquées par le ministre de la Guerre, Alexandre Millerand, qui lui confie en octobre 1914 l'organisation de la production du matériel de guerre. Confronté à l'urgence et aux enjeux les plus stratégiques, il doit mobiliser le réseau industriels, des mines et des transports et faire passer la production de 13 500 obus par jour à au moins 100 000. Il fait rapatrier du front les ouvriers spécialisés, appeler en renfort les femmes qui ne sont pas déjà mobilisées par la guerre et fait venir des ouvriers des colonies. Il met en place à cet effet le Service ouvrier le 10 juin 1915.
Du 18 mai 1915 au 12 décembre 1916, Albert Thomas est sous-secrétaire d'État de l'Artillerie et des Munitions à l'équipement militaire. Travailleur acharné, il contribue aux Conseils des ministres et aux réunions interalliées. Il s'appuie sur les services du ministère et sur trois collaborateurs et amis, François Simiand, adjudant de territoriale affecté au sous-secrétariat, Mario Roques, rappelé du front pour le cabinet du ministre, et le philosophe Lucien Lévy-Bruhl, ainsi que sur quelques collaborateurs, dont Émile Hugoniot, ingénieur au Service industriel du cabinet, Maurice Halbwachs ou William Oualid. Avec eux, il mobilise non seulement les grandes entreprises, mais aussi les petits industriels pour répondre aux besoins qui deviennent énormes de la guerre. 
Mi-1915, le G.Q.G. fait face à une guerre qui s'installe et à un ennemi qui bénéficie déjà des canons de gros calibres et de munitions. La France dispose d'une production maximale de 700 obus par jour de gros calibre, le G.Q.G en demande urgemment 50 000 par jour, soit 70 fois plus. Le G.Q.G. n'hésite pas, en dehors de toute règle comptable, à passer parfois les commandes de matériels directement auprès des industriels. En quelques semaines, le nouveau ministre persuade les industriels d'agrandir leurs usines et d'accepter les commandes, qui seront honorées alors que la production du charbon, qui s'était effondrée après les grandes grèves du début du siècle, est en pleine croissance, de même que la métallurgie. Toutefois, la création de l'arsenal de Roanne le 13 octobre 1916, tentative de création d'une filière d'armement étatisée, se solde par un demi-échec. En décembre 1916, l'industriel Louis Loucheur rejoignit le gouvernement pour seconder Albert Thomas, en reprenant les anciennes fonctions de ce dernier comme sous-secrétaire d'État à l'Artillerie. Entouré lui aussi d'une équipe d'experts soudée - cette fois il s'agissait d'ingénieurs - il entreprit de mettre en place aux côtés d'Albert Thomas - et parfois en concurrence et conflit avec lui notamment sur les questions sociales - ce qu'il appelait la production totale, afin notamment de satisfaire le besoin toujours croissant en artillerie lourde. Lorsque Thomas quitta le gouvernement, c'est Louis Loucheur qui reprit le ministère de l'Armement, assurant ainsi la continuité. Les résultats du travail d'Albert Thomas et de Louis Loucheur furent tels que la France vendait même des armes et des munitions à ses alliés. Alors qu'avant la guerre, environ 50 000 ouvriers travaillaient dans le secteur de l'armement, ils étaient 1,7 million en 1918. Parmi ceux-ci, il y avait 420 000 à 430 000 ouvrières.
Dès le début du conflit, le ministre de la Guerre Alexandre Millerand convoque les représentants des établissements privés du Creusot et de Saint-Chamond pour forcer la production des obus de 75 car on pense alors gagner rapidement la guerre de mouvement avec cet armement. Le 20 septembre 1914, le ministre réunit les patrons de l'industrie d'armement et leur précise que le salut du pays exige sans aucun délai la fabrication journalière de 100 000 obus de 75. Puis la guerre de tranchées avec ses tentatives de percée des lignes adverses valorise des canons plus lourds ou de plus longues portées. En 1915 et 1916, les demandes se font pour du 75 mais aussi désormais pour des obus de 155. L'état-major exige maintenant la fourniture quotidienne de 200 000 obus de 75 et de 50 000 obus de 155. On se plaint de demi-préparations d'artillerie avant l'attaque. À Verdun, les Allemands ont lancé pendant des mois 150 tonnes de projectiles par kilomètre carré et par jour et jusqu'à 300 les jours d'attaque, tandis que les Français arrivaient à peine, aux heures les plus critiques, à fournir 200 tonnes pendant le même temps. Aussi presse-t-on la fabrication déjà en cours du canon de 105 à longue portée, et l'on met en construction toute une série de matériels nouveaux comprenant surtout des bouches à feu de gros calibre. Un rapport présenté à la commission du Budget par Albert Lebrun à l'occasion du vote des crédits provisoires du 2e trimestre de 1916 indique que les réserves disponibles n'assurent l'approvisionnement qu'à très court terme et les usines sont dépassées par les commandes. Concernant l'obus de 155, les chiffres indiqués ont été atteints en utilisant la fonte aciérée, composition métallique moins coûteuse que l'acier pur, car elle emprunte à la fonte ses qualités de fusibilité et à l'acier incorporé ses qualités de résistance. L'économie d'acier effectuée permet de gagner du temps. 
Le Comité des Forges, constitué en syndicat professionnel de la métallurgie en 1884, apporte à l'ensemble de l'industrie privée sa puissance, son autorité et son soutien. Albert Thomas le sait, et n'ignore pas que les usines patronales disposent d'une souplesse d'adaptation supérieure à celle des ateliers d'État, parce qu'elle ne souffrent pas comme ces derniers de la rigueur paralysante du formalisme administratif. Les premières mesures industrielles consistent pour Albert Thomas à dynamiser la production privée. Reprenant l'idée de Millerand, il structure l'industrie munitionnaire en un certain nombre de régions - d'abord neuf, puis quinze. Chacune, avec à sa tête un chef de groupe provisoire qui a pour mission de procéder au recensement de ses ressources en outillage et en matières premières et de distribuer le travail de façon à utiliser toutes ces installations, même les plus réduites, pour augmenter au maximum la production. 
Le sous-secrétaire d'État signe dans cette intention en octobre 1915 un décret ordonnant aux industriels de déclarer leur équipement en presses, tours et marteaux-pillons. Problèmes : la grande majorité des petits ateliers pratique l'usinage d'obus par perforation au tour de tronçons cylindriques d'acier, le creux recevant la charge explosive, mais ce procédé qui est le seul à portée du plus grand nombre d'ateliers dépourvus de presses et de matériel de forgeage, gaspille une énorme quantité de déchets métalliques ; les étapes successives de la fabrication contraignent à transporter les ébauches d'obus d'une usine à une autre, ce qui impose des transports coûteux en temps et en argent. Albert Thomas s'en souvient au moment de construire l'arsenal de Roanne. 
Pour assurer un approvisionnement régulier en matières premières (fer, houille), Albert Thomas laisse au Comité des Forges la responsabilité de négocier pour l'ensemble des industriels les achats à Londres. Le ministère est conduit à prendre en main autoritairement le contingentement et la tarification : les intermédiaires sous-traitants se sont multipliés, appâtés par les bénéfices faciles, et sont passés de fournisseurs à profiteurs de guerre. Une société munitionnaire constituée avec un capital inférieur à 200 000 F peu avant la guerre, annonce dans son exercice de 1916 deux millions six cent mille francs de bénéfice net. 
En 1917, l'État inaugure en même temps l'impôt sur les bénéfices industriels et l'impôt sur le chiffre d'affaires. L'impôt sur les bénéfices exceptionnels de guerre, contribution exceptionnelle, à laquelle Albert Thomas a pensé dès l'automne 1915, a été votée le 1er septembre 1916 avec, disposition tout à fait inhabituelle, un effet rétroactif au 1er août 1914. L'impôt prévu doit être de 50 % sur les bénéfices exceptionnels. Il lui est ajouté une tranche supplémentaire de 60 % en 1916 ; d'autres, 70 %, 80 %, à partir de 1917. L'assiette n'est pas aisée à établir pour une usine neuve, on ne peut comparer avec les bénéfices antérieurs du temps de paix, alors on décide que les bénéfices « normaux » ne doivent pas dépasser 6 % du capital. La commission parlementaire d'examen des conditions de certains marchés de guerre, instituée en décembre 1915, avait cependant admis la possibilité de larges amortissements sur les capitaux d'industries devant disparaître à la fin des hostilités. Que voulait dire « larges amortissements » ? Dans le même temps, l'État prenait du retard dans ses paiements, annulait ses commandes en cours et refusait de payer les stocks d'obus encore à livrer au moment de l'Armistice.
Albert Thomas ne doit pas seulement mettre à contribution l'industrie privée. Il doit aussi se servir des établissements d'État qui se répartissent au moment de la guerre en trois types : 1/ des parcs d'artillerie de corps d'armée et de place, qui assurent l'entretien du matériel et des approvisionnements destinés respectivement aux formations de campagne et aux places de guerre. 2/ des services spéciaux comprenant la Direction et inspections des forges, l'école centrale de Pyrotechnie de Bourges, la poudrerie militaire du Bouchet, les cartoucheries d'Alger et de Valence. 3/ des établissements industriels de production : les ateliers de fabrication de Besançon, de Toulouse et de Vincennes ; les manufactures d'armes de Chatellerault, de Saint-Étienne (la plus ancienne, créée en 1764) et de Tulle ; les ateliers de construction de Bourges (anciennement fonderie de canons), de Douai, de Puteaux ; les trois Ateliers de construction munitionnaire de Rennes, de Lyon et de Tarbes ; enfin l'entrepôt de réserve générale de matériel et de munitions de Bourges. Pour tenter de répondre à des besoins munitionnaires croissants durant l'année 1915, sept nouvelles fabriques de munitions apparaissent à Castres, Grenoble, Vénissieux, Moulins, Montluçon, Juvisy et Saint-Pierre-des-Corps, représentant un investissement total de 28 millions. Construites à titre provisoire, elles sont gérées comme de véritables annexes d'établissements déjà existants, et appelées à disparaître après la paix. 
Albert Thomas a su recruter la bonne personne avec l'ingénieur Émile Hugoniot qui soutient le principe de grosses usines capables d'assurer une production abondante et des prix de revient économiques. Dès janvier 1915, Hugoniot eut l'idée d'utiliser des tournures produites lors de la fabrication des obus par forage, en les transformant au four électrique, soit en acier, soit en obus coulés directement, afin de cesser les gaspillages. Les tournures étaient jetées jusqu'ici comme irrécupérables. Hugoniot devint le centralisateur de l'information à l'intention de tous les industriels afin qu'un même programme de fabrication ne soit pas étudié séparément par les industriels, chacun inventant sa solution. Il vient de suivre avec intérêt la réussite d'André Citroën au quai de Javel et se dit convaincu qu'il faut tout subordonner au processus de fabrication industrielle. 
En juin 1915, Hugoniot suggère à la direction d'artillerie une usine d'emboutissage d'obus par utilisation directe de chute d'eau à Cernon dans l'Isère. Il s'agit d'utiliser la pression de l'eau directement sur les presses et d'éviter ainsi tous les intermédiaires jusqu'alors indispensables (turbines, alternateurs, transformateurs, lignes à haute tension). L'usine d'État de Servette, près de Chapareillan dans l'Isère, est terminée en cent jours et produit à partir d'avril 1916 15 000 emboutis par jour, comme prévu. L'usine a coûté 2 000 000 F et est amortie grâce aux économies d'acier, de matériels et d'électricité. Cette réussite n'est pas étrangère à la signature par Poincaré en décembre 1916 d'un décret décidant pour la durée des hostilités le transfert au ministère de l'aménagement et de l'utilisation des forces hydrauliques sur les cours d'eau non navigables ni flottables. 
La mise en service de la centrale d'État de Saint-Pierre-des-Corps en mars 1916, conçue pour fabriquer des emboutis d'obus de 75, alarme aussitôt Albert Thomas car des rapports établissent qu'elle ne produit au bout de trois mois que le dixième prévu. Il envoie Hugoniot qui s'installe le 5 mars 1916 et organise l'usine de manière à respecter les flux de productions. Dès juin 1916, l'usine produit plus de 30 000 obus par jour. Il a fait venir des collaborateurs de l'industrie civile et a su stimuler le personnel par des primes de rendement. En août 1916,avec le soutien d'Hugoniot, André Citroën propose à Albert Thomas la réalisation d'une usine munitionnaire ultramoderne structurée selon l'organisation scientifique du travail de Taylor, accompagnée d'une cité ouvrière pour 4500 personnes. Albert Thomas fait la sourde oreille quand on lui propose l'implantation d'une seconde usine près de l'usine Citroën du quai de Javel, trop proche du front et surtout une manière pour le privé d'exploiter les largesses de l'État. Le 3 septembre 1916 Albert Thomas fait part verbalement à Émile Hugoniot de sa décision de créer un arsenal d'État à Roanne. Hugoniot se met immédiatement au travail sans attendre une confirmation écrite et les autorisations officielles.

#### L'affaire de l'arsenal de Roanne
Dès le 6 septembre 1916, trois jours après la décision officieuse de création, Émile Hugoniot se met en rapport avec un notaire de Roanne. Il le charge d'acheter pour l'État la superficie nécessaire à la construction d'un gigantesque arsenal et de réserver l'emplacement nécessaire à la construction d'une cité ouvrière. Entre 600 et 1 000 hectares. Les mentors administratifs d'Hugoniot l'informent sans tarder qu'il vient de commettre plusieurs erreurs de procédures : il n'a pas le droit de faire appel à un notaire, ni de négocier l'achat du terrain au mètre carré mais seulement à l'hectare, ni de faire réaliser en temps de guerre des acquisitions définitives par l'État, ce qui imposera une régularisation juridique des expropriations après la guerre. La municipalité de Roanne doit céder des terrains et 95 expropriés sont convoqués par l'officier ministériel. Le terrain ainsi dégagé longe le canal aux rives verdoyantes. Hugoniot commandent 70 baraquements, des presses hydrauliques, des gazogènes, une station électrique, des machines d'Angleterre. Il faut qu'Albert Thomas informe le colonel Payeur du projet tant celui-ci n'est connu que de lui. Il faut aller vite. Le 29 septembre 1916, Hugoniot envoie un premier devis après avoir fait un appel à concurrence à trente industriels. La précipitation est telle qu'Hugoniot rédige un mémoire détaillé sur l'ensemble du projet ensuite seulement, adressé le 1er octobre au sous-secrétaire d'État. Le projet comporte quatre bâtiments : un pour des obus de 75, deux pour des obus de 155, un pour la fabrication de canons. Albert Thomas publie le 13 octobre 1916 la décision officielle portant création de l'arsenal de Roanne : « Décision Le sous-secrétaire d'État de l'artillerie et des munitions décide la création d'un nouvel établissement constructeur du service de l'artillerie ayant pour objet la fabrication des obus ainsi que l'usinage et le montage des canons. Cet établissement sera édifié à Roanne sur les terrains reconnus à cet effet par M Hugoniot, ingénieur-conseil au cabinet du sous-secrétaire d'État. Il prendra la dénomination d'Arsenal de Roanne (...). Signé : Albert Thomas ».
L'effort est considérable pour une municipalité en pleine guerre : il faut construire dans un temps critique voirie, égouts, lumière, eaux, police, rues nouvelles, tramways. L'arsenal est une excellente chose pour l'avenir mais pour le présent... L'abdication principale est prononcée le 9 novembre 1916 pour la construction de quatre grands bâtiments et de leurs magasins. La durée de construction prévue est de quatre mois et demi à sept mois. Hugoniot se plaint de ne pouvoir payer ses collaborateurs et ouvriers rapidement. 
De décembre 1916 à mars 1917, Hugoniot s'acharne à contourner divers obstacles administratifs et financiers : ayant l'autorisation de signer des marchés ne dépassant pas 50 000 F, il fragmente plusieurs gros achats par tranche de 50 000 F. Les deux parlementaires chargés de la mission parlementaire sur le respect des procédures arrivent début 1917. Melliès-Lacroix et Albert Lebrun s'inquiètent des méthodes de financement. Des prisonniers de guerre allemands sont à pied d'œuvre, la ligne de tramway reliant l'Arsenal à Roanne est en cours d'achèvement. Milliès-Lacroix repart avec des preuves accablantes : Hugoniot a effectué des emprunts, il s'est personnellement endetté en réglant des factures de fournisseurs. Albert Thomas écrit à Milliès-Lacroix : « les fournitures achetées par M. Hugoniot ont fait l'objet de commandes rétrospectives ; elles sont réglées administrativement par l'arsenal aux fournisseurs et ceux-ci remboursent à M. Hugoniot les sommes qu'il leur avait versées. Celui-ci conserve à sa charge les intérêts des sommes déboursées par lui »[réf. nécessaire]. 
Milliès-Lacroix dépose son rapport au Sénat le 8 mars 1917 et y dénonce le sous-secrétaire d'État Albert Thomas qui engage des dépenses considérables en dehors de toute autorisation législative et sans avoir prévenu les commissions financières du Parlement. Le tandem Hugoniot-Thomas a commis ainsi les erreurs suivantes : la paralysie ou le ralentissement en pleine guerre d'autres activités de la défense nationale, absence dans le projet de toute organisation administrative, retard considérable dans l'obligation de prévenir la commission des finances, dépenses énormes sans contre-signature du ministre, emprunts personnels, pas d'étude technique préalable, retard dans la construction, démarrage de fabrication d'obus hors des programmes officiels, abandon du projet d'aciérie Martin proche de l'Arsenal, disparition du projet de cité ouvrière, absence de prévision pour l'utilisation des ateliers, abus d'influence pour Émile Hugoniot qui obtient un surclassement pour obtenir une rémunération à sa convenance. 
Albert Lebrun se veut plus diplomatique. Albert Thomas est absent lors de la discussion à la Chambre le 30 mars 1917. Albert Thomas répond au Sénat avec une visible sérénité. Sa conclusion : « J'estime donc messieurs, que malgré certaines irrégularités administratives que la commission des finances a eu raison de relever, j'estime, et je crois l'avoir démontré devant le Sénat, que la conception de l'œuvre entreprise à Roanne est une conception qui se tient, qu'elle a été réalisée sans gaspillage, et que si elle se poursuit selon les plans établis, elle donnera à l'État, au bout de quelques mois, de fabrication, un établissement complètement amorti »[réf. nécessaire]. À la suite de cette discussion des mesures sont prises : l'Arsenal de Roanne sera soumis aux règlements de l'Artillerie. Émile Hugoniot retourne au ministère dans un placard, ingénieur-conseil. Le 1er mars 1918, à l'Arsenal de Roanne, une première tranche de chaque fabrication d'obus (155 et 75) est à peu près en ordre de marche, dans les bâtiments Somme, Verdun et Marne. Le quatrième bâtiment n'a pas vu le jour.

### Les voyages en Russie tsariste puis en Russie soviétique
En 1916, le jeune député socialiste de la 2e circonscription de la Seine, sous-secrétaire d'État de l'Artillerie et des Munitions, basé à l'hôtel Claridge, avenue des Champs-Élysées, est envoyé par le gouvernement français en Russie, avec René Viviani, pour inciter le Tsar et l'armée russe à lancer une offensive pour desserrer l'étau allemand sur le front Ouest. Le 12 décembre 1916, nommé ministre de l'Armement au sein du second cabinet de guerre d'Aristide Briand, il conserve son équipe qui continue à travailler jour et nuit, dimanches et jours fériés compris. Albert Thomas, qui réside normalement dans sa circonscription à Champigny-sur-Marne, dort le plus souvent au ministère où il a une chambre.
En avril 1917, il retourne en Russie, où il arrive en pleine révolution alors que le pays est bouleversé par la prise du pouvoir par Kerensky, qui y a établi un gouvernement révolutionnaire provisoire. Le 19 août 1917, le ministre Albert Thomas allume symboliquement le premier haut fourneau du site de la Société normande de métallurgie (SNM), à Caen, le plus grand du monde à cette époque.

### L'Organisateur du travail ouvrier en temps de guerre
Le trio de collaborateurs pousse la production industrielle à ses limites, mais reste soucieux des questions sociales. Un Comité du travail féminin, créé le 21 avril 1916, veille jusque mi-1917 à l'organisation du travail des femmes : recrutement par campagne d'affiches, formation, amélioration de leur situation matérielle et morale. Trois mois plus tard, par une circulaire du 3 juillet 1916, il interdit le travail de nuit pour les femmes de moins de 18 ans dans les usines de guerre et il limite le temps de travail à 10 heures maximum pour les femmes de 18 à 21 ans. Les jeunes filles de 16 à 18 ans ne travailleront plus dans les poudreries. Un an après, le 1er juillet 1917, une circulaire précise les modalités de protection des femmes au travail et l'organisation générale de l'hygiène, de la sécurité‚ et des services médicaux dans les établissements publics, anticipant sur la 1re loi sur la médecine du travail qui ne sera votée que 30 ans plus tard, le 11 octobre 1946. Il conçoit alors ce qu'il appelle « l'économie collective » ou « l'économie organisée » : il répartit les commandes de l'État entre les industriels. À ce sujet, il déclare [Où ?] : « Entre les industriels, hier, c'était la concurrence, parfois la guerre. Aujourd'hui, l'État coordonne l'initiative sans en étouffer aucune ».
Face à cette augmentation considérable du nombre de travailleurs qu'il avait lui-même provoquée, Albert Thomas se préoccupa très tôt des salaires et des conditions de travail des ouvriers et des ouvrières. Ces conditions étaient en général très mauvaises. Elles s'étaient notablement dégradées dans les premiers mois de la guerre, lorsqu'il avait fallu faire face à la fois à la pénurie de main-d'œuvre résultant de la mobilisation et à la pénurie de munitions au front. Mais même pendant le conflit, les conditions de travail demeurèrent dans certaines usines plus que pénibles. Selon Olivier Lepick, un mois après le démarrage de l'usine d'obus à ypérite de Vincennes en avril 1918, il y avait déjà 310 intoxiqués. La modernisation des usines améliora les conditions de travail. Une politique volontariste, inspirée à la fois par l'hygiénisme, le natalisme mais également par le féminisme d'une Cécile Brunschwicg, permit de faire progresser le sort des femmes dans les usines de guerre. 
Le comité du travail féminin du ministère de Thomas, comprenant une quarantaine de personnes dont cinq femmes, était plus particulièrement chargé des ouvrières et de leurs problèmes spécifiques. Tout une série de réglementations protégeaient les femmes, notamment les jeunes filles et les mères de jeunes enfants. La loi Engerand d'août 1917 imposa des temps de repos payés pour les mères et des crèches et chambres d'allaitement obligatoires dans les usines employant plus de 100 femmes. Ces lois et règlements relatifs au travail féminin visaient à la fois à préserver la déjà faible natalité française et à contrebalancer pour ces catégories bien précises les effets de la suspension des lois de protection sociale du fait de la guerre. le travail féminin de nuit avait ainsi été autorisé à nouveau après l'entrée en guerre. L'action sociale d'Albert Thomas visait également à assurer des salaires décents et l'égalité salariale entre ouvriers civils et ouvriers mobilisés. Si, en revanche, les salaires féminins demeurèrent très inférieurs à ceux des hommes, les écarts passèrent tout de même de 50 % en 1914 à 25 % en 1917. La politique de Thomas avait aussi pour but d'empêcher l'exacerbation des tensions et les conflits. Les comités d'arbitrage paritaires comprenant représentants ouvriers et patronaux ainsi que les délégués d'atelier, devaient permettre de régler en amont les problèmes et assurer le bon fonctionnement, en continu, des usines de guerre. Au besoin, les contrôleurs du ministère pouvaient jouer le rôle de conciliateurs. 
Un Comité du travail féminin est créé en 1916 pour réfléchir aux conditions de travail spécifiques des travailleurs mères. Une circulaire de janvier 1917 du ministère de l'Armement avait préconisé l'installation de chambres d'allaitement et de crèches dans les usines de guerre. La loi Engerand du 5 août 1917 les rend obligatoires dans les entreprises qui emploient plus d'une centaine de femmes et impose des temps de repos rémunérés pour les mères. Un personnel féminin est chargé de l'encadrement et de la protection des ouvrières mères : les surintendantes d'usines. Fondée le 1er mai 1917 à l'initiative de Cécile Brunschvicg, l'École des surintendantes répond aux inquiétudes morales des natalistes et des philanthropes ; elle s'inspire de l'exemple britannique des inspectrices sociales, qui sont elles, des employées de l'État. Mais la première promotion française n’est de fait opératoire qu'à la fin de la guerre. Une cinquantaine de surintendantes sont en poste en 1918 dans les grandes entreprises françaises. 
Au début de l'année 1917, l'État s'engage donc dans une politique contractuelle. Pour le ministre de l'Armement Albert Thomas, partisan de l'Union sacrée et de l' union industrielle pour la paix sociale, la guerre est un laboratoire pour l'établissement de nouvelles relations de travail fondées sur l'arbitrage obligatoire, la négociation tripartite (État, patronat, syndicats) et l'élection de délégués ouvriers dans les ateliers. Il impose par le décret du 17 janvier 1917, un arbitrage obligatoire dans les conflits du travail pour les entreprises dépendantes des marchés de l'État. Le ministre socialiste est confronté tout au long de l'année 1917, à Paris et en province - en particulier dans la Loire -, à des grèves féminines massives. Il négocie le principe de conventions collectives entre patrons, préfets et délégués syndicaux. L'accord écrit, signé par les délégations ouvrières et patronale en juin 1917 et porté à la connaissance des salariés par voie d'affichage officiel dans les usines de guerre, détermine des catégories liées à l'organisation de la production. Celles et ceux qui ne sont pas payés aux pièces sont qualifiés de « professionnels » ; pour les autres, le salaire minimum, ou salaire de base, est lié au taux d'affûtage, auquel s'ajoute un boni qui ne peut jamais être inférieur à 10 % du salaire de base (20 % dans les industries mécaniques). Pour un travail identique, effectué dans les mêmes conditions par les hommes et par les femmes, le prix aux pièces payé aux ouvrières ne peut être inférieur à celui qui est payé aux hommes. Il n'y a donc pas, en 1917, pour le travail aux pièces, de distinction formelle entre hommes et femmes, même s'il y a, en réalité, distinction des postes de travail dans les ateliers et différences salariales entre hommes et femmes : c'est vrai dans le bassin stéphanois comme chez Peugeot à Montbéliard, où - contrairement à Paris - aucune femme n'est classée professionnelle. Toutefois, les bobineuses professionnelles parisiennes se voient attribuer, par exemple, un abattement de 43 % par rapport aux bobineurs, parce qu'elles ne peuvent travailler sur les mêmes machines que leurs homologues masculins. Il est bien précisé cependant par le Comité de conciliation et d'arbitrage, créé après les accords de juin 1917 et qui gère les nombreux conflits, que la rémunération du salaire de base, dans le cas d'un travail aux pièces, est identique pour tous, sans distinction d'âge ou de sexe. 
Dans l'écriture du contrat collectif - sinon les pratiques -, les catégories sont donc bien liées au travail aux pièces, à la rationalisation et non au sexe. La réalité de la mise en œuvre diffère quelque peu de ces principes classificatoires. La légitimité du travail des femmes est de nouveau mise en cause en 1917 après l'embellie provisoire du début de la guerre due à l'Union sacrée. Si le principe défendu par le ministère de la Guerre et par la Fédération des métaux de la CGT, à travail égal, salaire égal, est quelque peu détourné par la retenue de 17 % sur les salaires féminins pour contribuer à la formation de la main-d'œuvre, les salaires des femmes - plus élevés dans les usines de guerre que dans les autres secteurs - sont garantis par les taux officiels de rémunération et par l'absence de chômage (au moins jusqu'au printemps 1918). Les employées des petites entreprises, où les salaires sont en général inférieurs à ceux des grandes entreprises, sont les premières bénéficiaires. Cependant, si la hiérarchie salariale entre salaires masculins et salaires féminins s'est resserrée, l'inflation ronge les rémunérations et la prime de vie chère attribuée par le ministre Loucheur en 1918 n'arrive pas à combler totalement la hausse des prix. 
Il incite le patronat à dialoguer avec les organisations syndicales ouvrières pour veiller à éviter toutes les sources d'accident du travail et de baisse de production : épuisement, sous-alimentation. Il contribue à créer une Commission consultative du travail présidée par Arthur Fontaine, futur 1er président du Conseil d'administration du Bureau international du travail de 1919 à 1931, qui recommande aux chefs d'entreprise le repos périodique des ouvriers. Il interdit les logements insalubres. Il promeut l'aide au logement, un Fonds coopératif du personnel des usines de guerre, les coopératives de consommation et les restaurants coopératifs, des dortoirs proches des usines. Pour responsabiliser et informer les industriels et les ouvriers, Charles Dulot et Pierre Hamp produisent le Bulletin des usines de guerre.

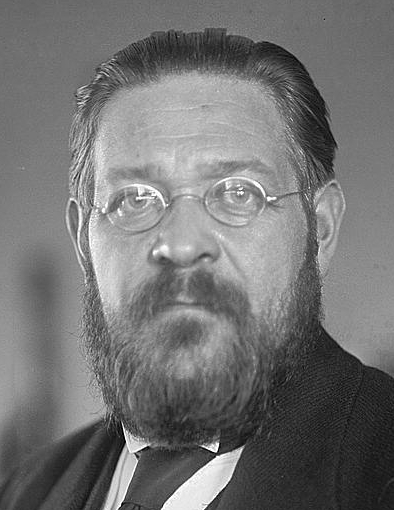
Albert Thomas en 1923.

En septembre 1917, alors que la guerre s'enlise, une crise ministérielle secoue le gouvernement du cabinet Painlevé auquel le Parti socialiste ne veut plus participer. Albert Thomas quitte son poste de ministre pour retrouver son rôle de simple député. Il crée avec des amis et quelques bénévoles une petite Association d'études et de documentations sociales (AEDS) au 74, rue de l'Université à Paris, qui persiste après la guerre et préfigure la revue hebdomadaire L'Information ouvrière et sociale qu'il crée ensuite avec Charles Dulot.
En février 1918, il est à la Conférence socialiste et ouvrière de Londres où, avec Vandervelde et Henderson, il prépare la demande de voir figurer dans chaque délégation nationale de la future Conférence de la paix un représentant du monde du travail. Jusqu'à l'armistice, fort de son expérience, il défend ses conceptions d'une guerre pour la paix par des articles dans L'Humanité, Le Populaire de Nantes, La France de Bordeaux et La Dépêche de Toulouse.
Le 18 septembre 1918, il est à Londres à la 4e Conférence socialiste et syndicaliste interalliée, où il travaille à des clauses de législation ouvrière à insérer dans le futur traité.

### L'après-guerre
« À Champigny même, l'étoile Albert Thomas avait pâli. D'autant plus qu'une campagne active était menée depuis deux ans par le Bloc républicain, c'est-à-dire l'opposition municipale. À l'approche des élections municipales de 1919, celle-ci s'opposait systématiquement aux décisions proposées au Conseil municipal. Le Bloc républicain voulait ainsi gagner à lui les électeurs déçus par une municipalité usée par la grande guerre. Le conflit atteignit son paroxysme lors des discussions sur le nouveau statut du personnel communal, pourtant imposé par la préfecture. Pour s'attribuer les faveurs de l'opinion, l'opposition alla jusqu'à placarder partout dans la commune des affiches injurieuses et calomnieuses sur le personnel communal et les élus socialistes. La lutte politique avait fini par prendre les allures d'une petite guerre civile: même de simples citoyens collaient des affiches pour soutenir l'un ou l'autre camp ! La tension est si vive qu'on la retrouve encore six années plus tard en 1925, lors de l'inauguration des rues Jean-Jaurès et Édouard-Vaillant, en présence d'Albert Thomas. Au mois de mai, les socialistes ont raflé tous les sièges au conseil municipal et l'ambiance est électrique : la veille, des affiches appelant à empêcher la cérémonie et le discours d'Albert Thomas, ont été placardées dans toute la ville. Il faudra même évacuer quelques semeurs de troubles. Affaibli aux niveaux national et local, ulcéré par le comportement de ses amis et de ses ennemis, il démissionne, le 1er août 1919, de ses fonctions municipales, en plein Conseil : « Qui donc me démentira lorsque je dirai que depuis quelque deux années une campagne a été menée dans Champagny contre le maire, que de sales brochures […] ont été distribuées par un certain nombre de conseillers […]. Puisque vous l'avez voulu ce sera la bataille : c'est dans cet état d'esprit que je vais reprendre ma place ! » À l'issue de cette période difficile, la carrière d'Albert Thomas se tourne vers d'autres horizons. ».
Après la guerre, la partie XIII du traité de Versailles donne naissance à l'Organisation internationale du travail, avec une première Conférence internationale du travail à Washington en novembre 1919, qui réunit pour la première fois dans l'histoire les gouvernements, les patrons et les ouvriers. Albert Thomas en est élu, d'abord provisoirement (avec 11 voix contre 9 et 1 vote blanc) au scrutin secret premier président du Bureau international du travail, qui s'installe d'abord à Londres avant de migrer à Genève en 1920. Sa nomination est confirmée à Paris le 27 janvier 1920, à l'unanimité, par le conseil d'administration.
Membre de la SFIO, il connaissait très bien l'économie allemande, ce qui lui avait permis d'inventer l'économie de guerre de la France pendant la Première Guerre mondiale.
Georges Bourgin a légué aux Archives nationales le Fonds Albert Thomas. La bibliothèque du Service historique de l'armée de terre au château de Vincennes conserve une partie de ses archives. Une collection du Bulletin des usines de guerre est conservée à Genève à la bibliothèque du BIT.

## Son action auBIT
Albert Thomas vient juste d'être élu député du Tarn lorsque, en novembre 1919, à Washington, à la première session de la Conférence internationale du Travail (à laquelle il n'est pas présent), le conseil d'administration du BIT le choisit pour diriger le Bureau. À partir de cet instant, Albert Thomas se consacre entièrement à l'action du BIT.
Albert Thomas impulse dès le début une forte dynamique à l'Organisation. En quelques années, il crée, à partir d'un petit groupe de fonctionnaires installé dans une résidence privée à Londres, une institution internationale forte de 400 personnes, avec son propre bâtiment à Genève. Au cours des deux premières années, 16 conventions et 18 recommandations internationales du travail sont adoptées. À partir de 1920, le BIT lance un programme ambitieux de publications, qui comprend le Bulletin officiel, la Revue internationale du Travail (mensuelle) et divers autres périodiques et journaux. En tant que directeur général, Albert Thomas veille personnellement au recrutement d'une équipe internationale appelée à constituer le secrétariat de l'Organisation. Le rôle moteur de Albert Thomas a contribué à donner du BIT l'image d'une entité débordante d'enthousiasme et d'énergie.
Une opposition commence bientôt à se manifester, et l'optimisme qui prévalait au lendemain de la guerre cède le pas au doute et au pessimisme. Certains membres tentent de restreindre les pouvoirs et les activités de l'Organisation. Tout d'abord, il y a ceux qui estiment que la Conférence va trop loin et trop vite dans la production de conventions et de recommandations. Les gouvernements et parlements nationaux ne peuvent pas suivre. Devant le nombre décevant de ratifications, Albert Thomas se résout à donner un coup d'arrêt à la surproduction d'instruments.
Puis, le programme de publications du Bureau fait l'objet de critiques ; on reproche à ses travaux de recherche un manque d'objectivité et d'impartialité. Parallèlement, des initiatives visent à restreindre le champ de compétence du BIT. En 1921, le gouvernement français soutient qu'il n'est pas de la compétence de l'OIT de traiter de questions agricoles, et la Cour permanente de justice internationale est priée de rendre un avis consultatif sur la question. La Cour conclut que la compétence de l'OIT s'étend à la réglementation internationale des conditions de travail des personnes employées dans l'agriculture, rejetant ainsi une interprétation restrictive de la Constitution. D'autres tentatives pour amener la Cour à restreindre le champ d'action de l'OIT échouent également en 1922 et 1926.
Une autre grande difficulté apparaît à propos du financement de l'Organisation. Selon la Constitution, le BIT dépend de la Société des Nations pour son financement, mais, pour toutes les questions de politique générale, la Constitution prévoit l'indépendance totale du BIT. En 1923, un groupe de gouvernements s'emploie, au sein du Conseil d'administration à ramener le budget du BIT à environ 1 400 000 dollars, qui sera établi comme niveau standard pour le Bureau.
Cette restriction du budget a rendu nécessaires une stabilisation et une consolidation des programmes et activités du BIT. Il en a résulté une réaction en chaîne positive. Entre 1922 et 1931, la Conférence continue de siéger chaque année, mais n'adopte que 15 conventions et 21 recommandations. Cette limitation de l'activité normative de l'OIT permet aux gouvernements nationaux de consacrer toute l'attention voulue à l'incorporation des dispositions des accords internationaux dans les lois et réglementations nationales. De plus en plus de pays ratifient les conventions de l'OIT, et les normes de l'Organisation commencent à exercer une véritable influence, qui se traduit par des améliorations des conditions de vie et de travail. En 1926, la Conférence internationale du Travail réalise une innovation importante en instituant un système de contrôle de l'application de ses normes, celui-là même qui est en place aujourd'hui. Elle crée la commission d'experts, composée de juristes indépendants chargés d'examiner les rapports des gouvernements, qui présente chaque année son propre rapport à la Conférence.
La stabilisation des programmes fondamentaux n'induit aucunement une stagnation. En tant que directeur général, Albert Thomas continue d'inciter son personnel à saisir chaque occasion de promouvoir les objectifs de l'OIT. Il est un fervent adepte de la politique de présence et passe une grande partie de son temps à voyager, à la recherche d'appui pour les objectifs et les fonctions de l'Organisation. Il se rend dans tous les pays européens, dans des pays d'Amérique du Nord et du Sud, en Chine, au Japon. Face à la Grande Dépression, il préconise une politique de grands travaux coordonnée à l'échelle européenne, afin de résorber le chômage et d'encourager les échanges et la fraternisation des travailleurs de toutes nationalités. À cet effet, il soutient activement les travaux du Comité d'Études pour l'Union Européenne au sujet d'un réseau électrique communautaire, et s'efforce de les faire converger avec le projet de lignes à haute tension trans-européennes de l'Organisation des Communications et du Transit (OCT). Cherchant à braver les réticences protectionnistes, il fonde en 1931 à Genève le Bureau International des Autoroutes, rassemblant des ingénieurs de toute l'Europe, en vue d'établir un plan continental cohérent d'infrastructures. En 1932, après avoir affirmé pendant treize ans la forte présence de l'OIT dans le monde, Albert Thomas meurt à l'âge de 54 ans.

### Le directeur du BIT dans la longue marche des ratifications
Albert Thomas découvre en 1920 le Bureau International du Travail : « Le Traité de paix ne comprend aucune indication sur le fonctionnement financier et budgétaire, sur les droits respectifs du Conseil d'administration et du directeur. [...]Si j'étais libre de fixer les salaires et de décider complètement, il y a la moitié au moins des règles actuellement appliquées qui n'auraient pas été établies par moi. Elles existent cependant et je dois les suivre » [réf. nécessaire].
Le 26 janvier 1920, il est présent à la deuxième session du Conseil d'administration qui se tient à Paris. Il vient de travailler jour et nuit en compagnie de Butler et Phelan pendant une semaine pour se mettre au courant et modifier les rouages de l'organisation. Confirmé Directeur, il passe à Londres dans un bâtiment qui donne sur Hyde Park. Edward Phelan et Harold Butler avaient prévu un Registry (service de courrier) à partir duquel les dossiers seraient aiguillés vers les différents services. Thomas préfère un puissant cabinet centralisateur auquel il rattache un service des relations extérieures (correspondance quotidienne avec les antennes du BIT à l'étranger), un service des enquêtes générales et un service des relations avec la presse. Il faut ajouter un secrétariat particulier. 
La Division diplomatique dirigée par Phelan doit préparer les conférences et suivre l'application des conventions. La Division scientifique ou Division des Études et des recherches coordonnée par Royal Meeker puis Fernand Maurette doit centraliser et distribuer les renseignements concernant les conditions de travail et de la vie ouvrière. La Division politique en contact avec les organisations ouvrières et patronales fut refusée avant de réapparaître en 1922 sous la forme plus neutre de Division des relations et des renseignements, dirigée par Di Palma Castiglione. Albert Thomas crée une petite quinzaine de services techniques directement rattachés à son cabinet (émigration, chômage, hygiène industrielle, assurances sociales, durée du travail, mécanisation)avec son interlocuteur unique, selon son principe : une œuvre, un homme. Par la suite, on juge que les différents bureaux sont cloisonnés, font double usage, les fonctionnaires sont trop nombreux et Albert Thomas se montrera sévère dans une lettre de 1927 adressée à Harold Butler : « [...] Ce qui m'afflige le plus, c'est de constater que dans une grande quantité de services et de sections, tout le travail est fait sans aucun goût, sans aucune passion. La pauvreté d'idées demeure lamentable. Je n'arrive pas à comprendre comment des garçons qui ont l'occasion de réfléchir sur leur activité et sur les résultats qu'ils ont obtenus, semblent se battre les flancs, pour finalement reproduire platement les choses que nous avons dites dans un précédent rapport. Il y a, de ci de là, de bonnes choses, mais elles sont rares » [réf. nécessaire].
Albert Thomas est pourtant entouré d'hommes de valeur : Harold Grimshaw, professeur d'histoire économique à la London School of Economics, est son spécialiste du continent asiatique. Le Belge Louis Varlez dirige le service de l'émigration et du chômage. Le Suisse William Martin est au service des études générales. Le Français Paul Devinat est chargé des relations avec les organisations patronales. Il puise parmi ses anciens condisciples de l'École Normale Supérieure : Fernand Maurette. Edgard Milhaud est chef du service de la production jusqu'en 1924. Marcel Berthelot réalise des enquêtes sur les conditions de travail en Allemagne. Joseph Chappey l'informe sur l'Allemagne et l'Autriche. Il doit tenir compte des représentations nationales dans le choix des collaborateurs. Son budget est limité à 8 millions de francs suisses. 
Le Bureau International du Travail et son directeur sont placés sous la direction d'un Conseil d'administration. C'est de lui qu'Albert Thomas reçoit ses instructions. Les membres du Conseil d'administration sont au nombre de vingt-quatre, à raison de douze représentants gouvernementaux, six ouvriers et six patronaux. Ils sont choisis parmi les huit nations les plus industrielles selon les critères suivants : nombre d'ouvriers, rapport émigration - immigration, P.N.B., valeur des importations et des exportations. Les membres élus doivent être Allemands, Belges, Français, Britanniques, Italiens, Canadiens (à la place des États-Unis qui refusent de siéger aux institutions de la S.D.N.), Japonais et Indiens (à la place des Suisses en 1921). Il faut ajouter des ressortissants de quatre pays censés représentés la planète. 
Se réunissant quatre fois par an, ces représentants fixent l'ordre du jour des Conférences internationales du travail : propositions de conventions et de recommandations, projets d'enquêtes et d'études qu'ils souhaitent voir réalisés par le BIT. Des commissions paritaires soulagent les discussions du Conseil, traitent des conditions du travail dans les houillères, des cotisations sociales, des migrations, des travailleurs intellectuels ou des problèmes d'hygiène et de sécurité industrielles. Au sein du Conseil, Albert Thomas peut compter sur l'appui sans faille d'Arthur Fontaine et de Léon Jouhaux, eux-mêmes très influents. Willem Hubert Nolens (en), président du Parti catholique néerlandais et, depuis 1911, de la Confédération internationale pour les assurances sociales, est également ouvert à ses suggestions. Le Belge Ernest Mahaim, professeur de droit international et directeur de l'Institut de sociologie Solvay, fondateur de L'AIPLT, lui apporte son soutien sur les questions juridiques. De Michelis, commissaire italien à l'Emigration et président de l'Institut international d'agriculture, demeure soucieux des intérêts italiens tout comme sir Malcolm Delevigne des intérêts britanniques. Les patrons Olivetti ou Pirelli, le Belge Carlier, sont sensibles aux attentes des ouvriers. Robert Pinot se montre très pointilleux sur le champ de compétence du BIT. Les syndicalistes, le Belge Mertens, le Néerlandais Oudegeest et l'Allemand Müller représentent les intérêts des ouvriers. Albert Thomas se refuse à être un simple administrateur, en imposant le principe du rapport annuel du directeur. Ce pensum de trois cents pages devient au fil des ans l'objet central des débats du Conseil d'administration et des Conférences internationales du travail.
Prévue par le traité de Versailles, la première Conférence internationale du travail eut lieu du 19 octobre au 29 novembre 1919 à Washington. Lancées avec retard, les invitations ne permirent pas aux délégations allemandes et autrichiennes de participer. En attente de la ratification du traité par le Sénat, les États-Unis se contentèrent d'accueillir les participants sans se mêler à eux. Cela n'empêcha pas le vote des six premières conventions internationales du travail. Celles-ci portaient sur la durée journalière (8 heures) et hebdomadaire du travail (48 heures), les statistiques du chômage, la protection de la maternité, le travail de nuit des femmes, l'âge minimum et le travail de nuit des enfants. La convention interdisant l'emploi du phosphore blanc dans l'industrie des allumettes, votée en 1906, fut reprise et étendue aux pays qui ne l'avaient pas signée. 
31 États signataires du Pacte de la SDN et 13 pays invités participèrent à cette première conférence. La convention votée par la Conférence de Washington en 1919 concernait donc les seuls travailleurs des établissements industriels, y compris les mines et les chemins de fer. Elle limitait la durée du travail quotidien à huit heures et celle du travail hebdomadaire à quarante-huit heures dans les établissements industriels en général, à cinquante-six heures pour les travaux dont le fonctionnement est nécessairement continu en raison de leur nature. Elle admettait la possibilité du repos le samedi après-midi. Les modalités d'application étaient discutées entre organisations patronales et syndicales. Des régimes particuliers étaient prévus pour les pays en Orient. 
Les heures supplémentaires entraînaient une majoration de salaire de 25 %. Au cours de la décennie suivante, celle sous la direction d'Albert Thomas, le BIT. a eu à répondre à de multiples demandes de renseignements concernant la durée du travail dans les diverses industries des différents pays. Brochures et articles ont analysé la teneur de la convention, ont marqué où en était la ratification, ont analysé les effets de la journée abrégée de travail sur l'industrie. Toutes les sessions du Conseil d'administration et de la Conférence ont traité de ces questions. Une telle situation est résultée d'un fait incontestable : c'est qu'à l'enthousiasme qui a permis en 1919 le vote du principe des huit heures a succédé, chez bien des gouvernements, un état d'esprit fait d'appréhensions et de réticences quand il s'est agi d'en ratifier par une loi l'intangibilité. On n'a pas voulu fixer irrévocablement l'avenir si le concurrent économique ne le faisait pas lui-même. De là ces ratifications conditionnelles, qui ne sont pas rares à propos des conventions diplomatiques de la Société des Nations : la France et l'Italie ayant ratifié, ont subordonné la mise en œuvre de la convention à la ratification de certains États, la Grande-Bretagne et l'Allemagne pour la première, et pour la seconde les mêmes États plus la France et la Suisse. De même, une ratification purement conditionnelle est venue d'Autriche, d'Espagne, de Lettonie. Les seuls États qui ont ratifié la convention sans condition sont la Belgique, la Bulgarie, le Chili, la Grèce, l'Inde, le Luxembourg, le Portugal, la Roumanie, la Tchécoslovaquie.
Les nombreux voyages qu'accomplit alors Albert Thomas pour accélérer la ratification de la Convention de Washington, sont l'objet de vives réprobations. Pendant douze années, Albert Thomas passe en moyenne cinq à six mois à l'étranger. Ses proches collaborateurs ont la consigne de ne pas le tenir pour absent lorsqu'il se trouve dans le triangle Londres-Rome-Berlin. Albert Thomas a pris aussi conscience du caractère international de sa fonction. Il s'en explique dans une lettre à son ami Bocquet :
« Les voyages, évidemment, constituent une dispersion intellectuelle indéniable et peut être dangereuse. C'est vrai. Mais on n'a pas encore trouvé d'autres moyens de faire un peu de vie internationale que la présence réelle et efficace. Tout ce qui se passe par correspondance est mort d'avance. Il n'y a pas en revanche, d'inertie bureaucratique qui tienne contre la décision qu'on enlève par des voyages réitérés. [...] Je vous assure que, quand on compare l'influence actuelle de la SDN dont le chef ne se déplace pas, et l'influence du BIT dans les principales capitales européennes, on peut faire la comparaison de l'efficacité de deux méthodes ». [réf. nécessaire]
Albert Thomas persuade même les membres du Conseil d'administration de rendre public leurs séances à partir de 1926, de s'exiler le temps d'une session dans les différentes capitales européennes : Berlin en octobre 1927, Varsovie en 1928, puis Paris, Bruxelles, Stockholm... seront les hôtes de l'organisation genevoise. Albert Thomas effectue trois grands voyages en Amérique du Nord de décembre 1922 à janvier 1923, en Amérique du Sud pendant l'été 1925, et en Asie de novembre 1928 à février 1929. Des bureaux permanents du BIT l'attendent à Paris, Londres, Washington, Rome, Berlin, Tokyo et New Delhi.
Au terme de sa première décennie d'activité, l'OIT a enregistré plus de 400 ratifications des quelque trente conventions votées lors des Conférences internationales du travail. En comptabilisant l'ensemble des cinquante-cinq États membres de l'organisation, le chiffre représente environ 25 % du total maximal de ratifications auxquelles peut, dans l'absolu, prétendre l'OIT. La logique qui a présidé à la rédaction de la Partie XIII du traité de Versailles est telle que l'attention doit s'y arrêter. Il s'agissait, en se fixant pour but la ratification simultanée de conventions sociales, de créer une véritable solidarité entre les États, et d'exclure ainsi la possibilité de revenir sur des lois sociales adoptées au sortir de la guerre. La dimension internationale était en quelque sorte perçue comme le garde-fou des réactions nationales, comme un verrou de sécurité.

## De l'organisation du travail à la société des loisirs
Son expérience de la guerre et l'Union nationale, le pari qu'il fait de la conciliation et du dialogue, ont convaincu Albert Thomas que la lutte des classes poussée à son terme ne peut contribuer à améliorer la condition ouvrière. Les changements intervenus avec le taylorisme, la victoire des démocraties et la mise en place d'une société des Nations, ne permettent plus d'appréhender la question sociale dans les mêmes termes. La rationalisation du travail est devenue la base de sa réflexion sur le travail et le temps dégagé par la loi des 8 heures laisse se dégager le temps des loisirs, qui ne viendra qu'en 1936 avec les congés payés. C'est désormais la construction d'une société industrielle de masse qui doit permettre la satisfaction de revendications sociales au besoin transformées. 
Dans une lettre à Romanet, industriel grenoblois, il réitère sa conviction d'un dialogue possible entre industriels et ouvriers : « En dehors de toute idée de solidarité de classes ou de lutte des classes, j'ai toujours professé que le principe fondamental devait être l'entière sincérité, l'entière loyauté entre les classes. J'ai toujours soutenu que, dès l'instant où les hommes se rencontraient les yeux dans les yeux et parlaient, quelle que fut l'opposition des intérêts, un grand résultat était déjà acquis pour les ententes nécessaires. » Au sein du BIT, il s'agit de la Charte du travail inscrite dans le traité de Versailles : « Depuis sept ans, j'ai toujours fait la même propagande. J'ai toujours dit [...] que notre Organisation internationale du travail elle-même n'était pas faite pour établir entre ouvrier et patrons des compromis mensongers, des rapprochements illusoires. J'ai toujours dit: nous avons un programme. Il y a certaines réformes reconnues comme justes par tous, que nous devons chercher, coûte que coûte, à appliquer précisément parce qu'elles sont justes. Je ne sais pas si cela est ou non de la lutte des classes. […] Si mes amis patrons ne me comprennent pas, tant pis. Je continuerai de servir ce que je crois être la vérité. Je continuerai de faire la propagande que je crois raisonnable. Peut-être un jour me rendront-ils justice ? » En 1927, Albert Thomas se vante d'être l'un des principaux inspirateurs du programme de la CGT présenté par Jouhaux. Deux ans plus tôt, il a écrit à Léon Blum au sujet de la réunion de la Fédération syndicale internationale (FSI) et de la IIe Internationale. Il préconise de mettre en avant « idéal constructif contre la volonté de malfaisance » de Moscou. En 1930, il est présent pour la cinquième fois en dix ans au congrès de la FSI qui compte alors plus de treize millions de membres. Il dénonce la division du mouvement ouvriers entre socialistes et communistes qu'il nomme « les désorganisateurs ». Cinq ans plus tôt, il félicitait Paul Devinat d'avoir renoué les relations avec l'American Federation of Labor de William Green, successeur de Samuel Gompers qui s'était coupé du mouvement ouvrier européen.
Albert Thomas est en 1925 l'un des artisans de la fusion qui s'opère à Berne entre l'AIPLT, l'Association internationale pour la lutte contre le chômage et le Comité permanent pour le développement des assurances sociales. L'Association internationale pour le progrès social (AIPS) est ainsi créée. À sa tête, on trouve l'ancien chancelier autrichien Karl Renner, nommé président, et surtout Adéodat Boissard, grand ami d'Albert Thomas quoique élu député conservateur en 1919, qui devient secrétaire général. L'AIPS se réunit pour la première fois en assemblée générale du 22 au 24 septembre 1926 à Montreux. Albert Thomas est à l'origine de la création de la section française de l'AIPS. Adéodat Boissard le pousse à en prendre la présidence. 
Début 1927, l'Association regroupe des industriels, dont Henri de Peyerimhoff constitue la figure de proue, des syndicalistes comme Léon Jouhaux et Hyacinthe Dubreuil, des universitaires tels Célestin Bouglé, Charles Gide, Charles Rist, Élie Halévy, et des politiques dont Justin Godart, Joseph Paul-Boncour, Alexandre Millerand. 
Selon Albert Thomas, le programme de l'Association consiste en la définition d'une « politique rationnelle, organique, constructive, où chefs d'industrie et chefs d'ouvriers, parlementaires et techniciens pourraient s'associer »[réf. nécessaire]. La présentation en mars 1927 d'un rapport sur les « conséquences sociales de la rationalisation en France », établi par Ernest Mercier, fondateur du Redressement français et ancien chef des services techniques de Loucheur, traduit l'optique des débats. La lettre écrite par Albert Thomas à Mercier, le 26 octobre 1926, témoigne de s volonté : « Vous vous êtes dit que les grandes choses dont nous rêvons : la constitution d'une pensée du XXe siècle, forte, saine, capable de rayonnement, la réalisation de la paix internationale et de la justice sociale (par elle au moins pour une part), ne peuvent être obtenues que si les méthodes sont changées, si les outils constitutionnels et politiques sont transformés. Je crois, comme vous, que de telles transformations sont sinon toujours indispensables, du moins profondément utiles. Mais je demeure persuadé que l'opinion publique, plus ou moins désemparée, ignorante ou inerte, ne peut être réveillée et orientée que si nous lui désignons d'abord avec conviction et avec puissance les buts vers lesquels nous ».
Le 17 avril 1919, Albert Thomas défend devant la Chambre des députés française son projet de loi sur les huit heures déposé quatre mois auparavant en compagnie de Renaudel, Voilin et Louche. Son but est triple : répondre aux aspirations ouvrières; indiquer la nécessité de reprendre d'urgence la reconstruction du pays ; marquer que la France est à la pointe du mouvement social engagé par les traités de paix. La guerre a été profitable en ceci qu'elle a permis aux industries de se perfectionner, et ainsi, d'anticiper le manque à gagner dû à la baisse du temps de travail. Et Albert Thomas d'ajouter que « si cette guerre a véritablement été la guerre du droit, la guerre de la justice, il faut qu'au point de vue social aussi cette conception du droit et de la justice se trouve réalisée. [...] Nous demandons le vote d'une mesure utile non seulement pour la classe ouvrière, mais aussi pour l'ensemble du pays et pour sa grandeur économique. » À la tête du BIT, Albert Thomas conserve ce souci, comme il le confirme dans une lettre du 27 mai 1920 à son ancien collaborateur à l'Armement Hugoniot : « Il n'y aura d'autres possibilités de maintenir de bonnes conditions de travail que s'il y a une organisation méthodique, rationnelle et surtout énergétique de la production. Je considère que toute l'œuvre du BIT tourne autour du maintien et du développement de la production mondiale. » Instauration des huit heures et accroissement de la production participent d'une même logique : une rationalisation accrue des méthodes de travail. Au début des années 1920, le discours d'Albert Thomas s'appuie de façon non dissimulée sur les travaux d'Edgard Milhaud. Quatre années de labeur pour son enquête sur la production amènent ce dernier à conclure que la baisse de la durée du travail est « génératrice de progrès dans les deux directions : progrès de l'agent humain et de sa productivité propre, mais aussi progrès de l'outillage et de l'organisation du travail ». Selon Milhaud, la mise en place des huit heures s'est accompagnée d'une amélioration de la discipline et de la qualité du travail et d'une baisse de l'absentéisme. La productivité de l'ouvrier est fonction non seulement de son état physique mais aussi de son état moral. Technique et progrès social sont dans un mouvement dialectique : la révolution technique est accélérée par l'établissement de lois sociales qui sont à leur tour renforcées par un recours à la mécanisation. La modernisation du travail compense les pertes de rendement et améliore les conditions de travail. 
Le voyage en Amérique du Nord qu'Albert Thomas décide d'effectuer à la fin de 1922 tient autant de sa volonté de ne pas couper les États-Unis de l'OIT que de son désir de se familiariser avec les méthodes de production américaines. Sa rencontre avec Henry Ford à Détroit le déçoit considérablement, mais le directeur du BIT revient convaincu du retard européen en matière de rationalisation. Au début de 1925, Albert Thomas envoie Paul Devinat aux États-Unis avec mission de promouvoir l'action du BIT auprès de ceux hostiles à la SDN, afin de renouer le contact avec les industriels américains. 
Devinat rencontre Edward Filene du XXth Century Fund de Boston, qui se montre intéressé par l'idée de créer une organisation internationale chargée d'étudier l'organisation rationnelle du travail. En 1926, Filene et Devinat sillonnent l'Europe pour visiter de nombreuses usines où les techniques de production les plus modernes sont mises en place. Albert Thomas préfère subtilement anticiper la réaction de son Conseil d'administration en demandant à l'industriel américain d'endosser la responsabilité des premières démarches en direction du BIT. Après plusieurs mois, Albert Thomas présente à ses membres l'éventualité d'une collaboration avec l'organisation d'outre-Atlantique, qui propose de financer l'opération à hauteur de vingt-cinq mille dollars pour la première année. Le voyage du directeur adjoint Harold Butler en Amérique du Nord à la fin de 1926, contribue à en faire admettre l'éventualité. 
Dans le courant de l'année 1927, l'Institut International d'Organisation Scientifique du Travail (IIOST) entra en activité. Le Polonais Sokal, l'Italien Olivetti et le Français Jouhaux y représentaient le BIT, Albert Thomas étant membre de droit. L'Institut avait pour objectif la promotion de la rationalisation du travail au moyen de l'édition d'un bulletin mensuel mais aussi de l'organisation ou d'une participation à des conférences ou congrès traitant de ces questions. En 1931, il comptait plus de 700 membres affiliés répartis dans 44 pays différents. Dans son Rapport de 1926, Albert Thomas témoigne de son ambition de concilier rationalisation et émancipation du travailleur : « Dans sa forme originaire, le taylorisme aboutissait fréquemment à une telle régularisation des mouvements de l'individu qu'il faisait de celui-ci un véritable automate, le privant de tout sentiment de fierté personnelle dans l'accomplissement de sa tâche. Le système, qu'on a appelé la tyrannie du chronométrage, a manqué son but, et l'on comprend maintenant de plus en plus que les méthodes scientifiques ne peuvent réussir que si elles inspirent confiance aux travailleurs et bénéficient de leur coopération. De ce point de vue, la question tout entière de l'organisation scientifique du travail est une de celles qui offrent un intérêt évident pour le Bureau. ».
Albert Thomas trouve en Hyacinthe Dubreuil un interlocuteur de tout premier ordre. Pour Hyacinthe Dubreuil, il faut intéresser l'ouvrier à son travail, et pas seulement par la promesse d'un salaire. Il s'agit en effet de diviser les entreprises en compartiments relativement autonomes dont la taille réduite permettrait à l'ouvrier de mieux saisir son rôle. Une marge d'autonomie serait laissée au travailleur dans cette petite structure. L'esprit d'initiative pourrait s'y exprimer. Chez Albert Thomas un tel discours fait écho à sa réflexion sur ce qu'il appelle les relations industrielles. Dans une lettre à Dubreuil du 28 mai 1929, Albert Thomas exprime combien il est sensible à son argumentation : « Je crois qu'à l'heure actuelle ce sont, si j'ose dire, des idées centrales. D'elles dépendent les progrès sociaux qui peuvent être accomplis dans un avenir prochain. D'elles dépend le renouvellement des confiances ouvrières, des enthousiasmes que les purs problèmes de salaires ou de conditions matérielles de travail ne parviendraient plus à animer. » L'usine n'est du reste pas le seul espace d'étude. Le projet d'Université du travail, qu'il évoque dès 1921 mais qu'il n'a certes jamais concrétisé, s'inscrit tout autant dans sa réflexion. Albert Thomas écrit à Charles Andler le 5 décembre 1927 : il s'agit d'« offrir aux classes laborieuses dans l'âge adulte l'équivalent de la formation d'esprit reçue par les classes moyennes aux lycées, [...] de rétablir en l'ouvrier l'intégrité du citoyen et de l'homme. ». 
L'information ouvrière et sociale constitue pour Albert Thomas une tribune. Le 23 mars 1919, il y écrit : « Si l'on veut [...] que l'ouvrier soit capable du bon rendement que l'organisation nouvelle rendra possible, il faut que sa vie tout entière soit améliorée ; et ça, c'est le fait de la collectivité. Il ne s'agit pas seulement, en effet, de donner à l'ouvrier des distractions. [...] Transformer la vie ouvrière, c'est résoudre encore un problème de production. L'usine modernisée va réclamer un travail plus intensif, quoique moins long. Si l'on ne veut pas qu'il soit épuisant, tout en restant productif, il faut protéger la santé ouvrière. Il importe donc, si les huit heures sont réalisées, que les problèmes d'habitation, d'agglomération, de ravitaillement ne soient pas abordés dans un esprit médiocre, dans un esprit d'expérimentation constante et limitée [...]. Il faudra qu'une révolution dans la vie urbaine réponde à la révolution dans l'industrie. » Albert Thomas pense aux « métropolitains poussés [jusqu'] en banlieues », qui permettraient de désengorger les centres industriels sans rallonger la journée de travail ; aux grands centres d'alimentation, car « dans une cité organisée, il n'est pas possible que le système du petit commerce individualiste subsiste » ; enfin aux « organisations sportives ou récréations intellectuelles » susceptibles de répondre aux aspirations du monde ouvrier. 
Dans un autre article daté du 25 mai 1919, Albert Thomas parle de la journée d'un ouvrier : « L'ouvrier se lève à six heures. Comptons une demi-heure comme temps nécessaire à la toilette, une demi-heure ou trois-quarts d'heure pour la préparation du repas et à peu près autant pour le repas lui-même, en tout une heure trente. De la maison à l'usine supposons dans une grande région comme la région parisienne, une heure. Ce n'est qu'à huit heures et demie que le travail peut commencer. À midi et demi, le casse-croûte. À treize heures, la reprise; à dix-sept heures, l'arrêt du travail. C'est là que peuvent se placer les heures de distraction, qu'elles aient lieu avant le retour au logis ou après, le repas familial, la vie de réunion ou de lecture, de jeu avec les enfants. Pour la règle, fixons le coucher à vingt-deux heures. Ainsi se trouvent réalisés les trois huit. Huit heures de sommeil, huit heures de travail, huit heures de loisir. »
Dès 1923, Albert Thomas présente aux membres du conseil d'administration du BIT une note sur l'organisation des loisirs. Il y déplore la faible coordination entre les différentes structures nationales offertes aux masses ouvrières. L'inscription de la question à l'ordre du jour de la Conférence internationale du travail de 1923 est alors décidée; elle sera repoussée d'un an. Une recommandation sur l'utilisation des loisirs est votée lors de la CIT de 1924. Elle insiste sur les conditions de vie élémentaires, en appelant à des actions en faveur de l'hygiène et du logement. Elle souhaite la création d'organismes centraux susceptibles de fédérer les initiatives prises en la matière. Albert Thomas conclut : « former la conscience de la nécessité d'une utilisation rationnelle des loisirs ». L'action du BIT n'était pas destinée à se traduire en termes législatifs, et le directeur se contenta de faire le point chaque année dans son rapport sur les expériences tentées dans un cadre national
En 1930, Albert Thomas fut lui-même à l'origine de la création du Comité national de loisirs français. L'acte fondateur eut lieu à Royan en mai 1929, lors du Congrès national des coopératives de consommation. Albert Thomas y prononça un discours : « Est-il possible comme certains l'ont rêvé, de restaurer, dans le travail industriel moderne, et la création et la joie ? Il semble bien que l'évolution se précipite de l'autre côté et qu'au lieu d'avoir une restauration de la création artisanale ou artistique dans le travail, c'est maintenant de plus en plus le système de taylorisation, le système du travail à la chaine qui asservit davantage l'ouvrier. Et alors, c'est l'obligation de porter ailleurs et la liberté et la vie, c'est l'obligation d'affirmer pour ainsi dire son humanité en dehors même du travail. [...] Le loisir, c'est le moment où, après avoir été pour ainsi dire asservi par son travail, après avoir subi toute une série de contraintes au cours de la journée, après avoir [...] de plus en plus extériorisé sa propre vie, chacun éprouve le besoin d'organiser sa vie, d'affirmer sa liberté et son intelligence dans le coin de retraite et de repos qui peut être imaginé à la fin du labeur quotidien ». 
Dès 1921, Albert Thomas avait essayé d'associer le BIT au développement naissant du cinéma, loisir par excellence. L'action devait être tout d'abord, comme pour les autres domaines d'intervention du Bureau, d'ordre informatif. Il s'agissait de constituer un répertoire des films pouvant intéresser les différentes organisations professionnelles, et d'ouvrir une cinémathèque où ils pourraient être visionnés. Albert Thomas suggérait même que des documentaires puissent être produits sous la direction de l'organisation. Faute de moyens, seul le répertoire fut créé, qui demeura à l'état embryonnaire. Cet échec initial ne refroidit pas les ardeurs d'Albert Thomas qui, en 1925, profita de la création en Italie d'un Institut national pour la cinématographie éducative, pour réintroduire les questions du cinéma au sein du Bureau. Il avait un allié de choix en la personne de De Michelis, représentant du gouvernement italien au Conseil d'administration et président de l'Institut international d'Agriculture, organisme centralisant et échangeant des films sur le monde agricole. Le BIT fut représenté au sein de la commission permanente du Congrès international du cinéma qui se tint en septembre 1926, commission chargée d'examiner la possibilité d'un Bureau international du cinéma. En avril 1924, Albert Thomas avait fait la connaissance d'Abel Gance, cinéaste partisan de la SDN et de l'OIT. Il sera même question qu'Abel Gance signe un contrat pour réaliser de petits films sur l'usage nocif de l'alcool et de la cocaïne.

### Le choix européen avec les projets d'infrastructures
Élu directeur du BIT, Albert Thomas conserve dans son action une nette orientation européenne : il est convaincu qu'une paix durable passe par la construction d'une réelle solidarité entre les pays du vieux continent. En 1930, 51 pays sont représentés à la XIVe Conférence internationale du travail. Les États européens en constituent plus de la moitié. Une proportion qui atteint les deux tiers si l'on ne tient compte que des délégations complètes. Au sein du Conseil d'administration, cinq des huit grandes puissances industrielles sont européennes. Albert Thomas est conscient du poids décisif de l'Europe dans son organisation et regrette que le Traité de 1919 n'est pas plus travaillé sur un projet européen : « Depuis le Traité de paix, j'ai toujours soutenu que les négociateurs de 1919 avaient été trop timides, trop peu novateurs, qu'ils n'avaient pas vu les possibilités d'entente économique ou industrielle par-dessus les frontières politiques, qu'ils n'avaient pas adapté à la vie moderne de l'Europe les méthodes déjà inaugurés par les industriels eux-mêmes entre États avant la guerre. On m'objectera sans doute que des expériences comme celles de la Haute-Silésie ou de la Sarre ne sont pas très encourageantes. Évidemment, il faut pour les faire aboutir un esprit de conciliation internationale et un désir de paix qui font défaut dans l'esprit de beaucoup de gouvernants. Néanmoins, je crois que là est la vérité, là est l'avenir. » Dans le Rapport annuel du directeur, Albert Thomas effectue le point sur l'évolution des tarifs douaniers et du cours des monnaies des pays européens. La mise en place de la loi sur les huit heures avaient une actualité brûlante en Europe et Albert Thomas chercha à la concrétiser en encourageant le rapprochement des ministres du Travail allemand, français, anglais, belge et italien. Il fallait aussi compenser la fragmentation de l'Europe consécutive au Traité de Versailles qui avait redessiné les frontières de l'Europe après la disparition des Empires : « Le Traité de Versailles a multiplié le nombre des États européens et c'est un moyen de faire droit aux aspirations nationales, de tenir compte des variétés ethniques; c'est un moyen aussi peut-être de sauvegarder la formation démocratique qui convient mieux aux petits peuples qu'aux grands, tentés par l'impérialisme. Mais dans la vie moderne, avec les exigences vitales de l'industrie moderne, de la prospérité des peuples, ce morcellement multipliant les frontières et les douanes doit être compensé par un lien économique, une organisation commune. »
L'Union douanière européenne doit annoncer la formation dune Fédération européenne, car l'Europe abandonnée à son insécurité, à son militarisme, c'est une régression de l'économie mondiale. Pour Albert Thomas, l'œuvre européenne est aussi une réponse indispensable à la faiblesse des nouvelles institutions (SDN, OIT, etc.), un moyen d'en concrétiser les aspirations : « Voyez-vous, il est en ces matières une attitude que, pour ma part, je n'arrive pas à comprendre : c'est l'attitude de la prudence excessive, l'attitude de l'inertie et de l'attente. M. Asquith en avait adopté la formule pendant la guerre : wait and see -attendre et voir. Je ne puis, pour ma part, me résigner à une politique de cette nature. [...] Le monde risque de glisser à de nouvelles catastrophes si la génération présente,  qui a connu les guerres, ne prend pas sur elle-même de créer les institutions nécessaires. L'Europe pourra se trouver menacée de nouveau si la génération présente ne se met pas à l'œuvre. [...] Au lieu de wait and see, moi je dis : j'ai hâte. [...] Si nous laissons passer les années [...], les dangers de conflagration apparaîtront de nouveau, les peuples, mal avertis, pourront être saisis par la psychose de guerre. »
Le soutien du monde ouvrier à la construction européenne étant essentiellement subordonné à l'amélioration des conditions économiques au tournant des années trente, Albert Thomas se devait de présenter les projets de grands travaux européens, qu'il concocte à la suite du mémorandum Briand, comme des solutions concrètes et immédiates à la crise. Dans son esprit, pourtant, il s'agissait moins de créer des emplois que de relancer une véritable dynamique européenne. Le discours de Briand devant la Xe assemblée de la SDN en septembre 1929 marque un tournant dans l'activité européenne d'Albert Thomas. Il reproche à Briand dans un discours à l'Alliance française de Sofia le caractère improvisé de son initiative : « Ceux qui connaissent [Briand] ne s'étonneront pas qu'il ait lancé l'idée. Tout homme politique a son caractère particulier. Il en est qui, comme M. Poincaré, sont des travailleurs assidus et acharnés, qui lisent les documents, qui compulsent les dossiers et qui apportent tout un exposé documenté. Il en est d'autres, comme M. Tardieu [...], qui ont eux aussi l'habitude de l'action réglée, méthodique, ardente, fondée sur la science et sur l'information. M. Briand n'est pas de ceux-là. M. Briand est un penseur, un rêveur [...]. Il n'a pas l'habitude de travailler longuement les documents. Il ne les aime pas. Quand il nous voit, à Genève, submergés par le papier, il nous accuse quelquefois de faire une politique trop paperassière. Lui il prépare ses discours non pas en cherchant dans les livres, non pas en cherchant dans des notes. Il regarde la fumée de sa cigarette qui s'envole, et il rêve à l'idée nouvelle à laquelle il peut s'attacher. »
L'action d'Albert Thomas en matière de construction européenne se confond avec le programme du BIT contre la progression du chômage. En avril 1931, il présente aux membres de son conseil d'administration un Mémorandum sur les possibilités de saisir la commission d'étude pour l'Union européenne [CEUE, née du mémorandum de Briand] des propositions concernant une action pratique dans le domaine du chômage. À travers la création de deux sous-commissions, le directeur du BIT avance la possibilité de mettre en place une Bourse européenne du travail, chargée du placement et de la migration des travailleurs européens, ainsi que de lancer un vaste programme de travaux publics européens. Parmi ces derniers, Thomas insiste notamment sur la réalisation d'un grand réseau électrique européen de 400 000 volts, ainsi que de réseaux autoroutiers et ferroviaires. Tout en relançant l'économie, ils devraient fournir plus de cinq millions de journées de travail et concerner plus de cinq cent mille chômeurs. Tant côté ouvrier que côté patronal, les réactions sont mitigées. Jouhaux regrette que ne soit pas abordée la question de la baisse du temps de travail. Lambert-Ribot insiste quant à lui sur la viabilité économique des travaux à engager, et affirme que le cadre national serait préférable. Devant ces critiques, on décide de communiquer le mémorandum à la CEUE, accompagné du procès-verbal des débats qu'il a suscités. Pour Albert Thomas commence alors un véritable parcours du combattant dans les dédales de la SdN. En mai, la CEUE décide de renvoyer les deux aspects du mémorandum vers deux sous-commissions : la première est chargée d'étudier les problèmes du chômage en général, et la seconde, dite des crédits, doit examiner la réalisation des grands travaux.
Sans abandonner son projet de super-réseau électrique européen, Albert Thomas comprend qu'il ne peut espérer sa mise en route dans un avenir proche. C'est pourquoi il s'attache dans la seconde partie de l'année 1931 à la diffusion du plan élaboré par Francis Delaisi, auteur d'un livre intitulé Les Deux Europes, préfacé par Dannie Heineman. Persuadé que la partie occidentale du vieux continent (Europe A) souffre d'une crise des débouchés, quand les pays d'Europe centrale et orientale (Europe B) manquent de capitaux, il en appelle à la mise en place d'un plan quinquennal européen permettant de résoudre les deux problèmes. Début 1932, Albert Thomas réunit officieusement dans les bureaux du BIT, autour de Delaisi, les membres du Comité fédéral de coopération européenne présidé par Emile Borel. Il veut agir auprès du Comité Haas de la SdN sur les travaux publics et relier les principes du plan Delaisi aux projets de travaux publics nationaux que le BIT a reçus à la suite de ses mémoranda. Sa mort brutale ne permit pas de porter le projet jusqu'au bout.

## La disparition d'Albert Thomas en 1932
Témoignage de Pierre Waline sur la mort d'Albert Thomas dans Un patron au Bureau international du travail, 1922–1974 : « Dès la clôture de cette conférence, nous reprenions, Lambert-Ribot et moi, le train de Paris. Le lendemain, qui était le dimanche 1er mai, avait lieu en France le premier tour des élections législatives, le scrutin de ballotage — comme nous appelons le vote définitif là où le résultat n'a pas été acquis dans la première épreuve — étant prévu pour le dimanche suivant. Ce fut une semaine tragique, marquée, le vendredi 6, par l'assassinat du président de la République Paul Doumer. Je savais que Thomas passait la semaine à Paris, mais je ne comptais pas le voir...
Au milieu de la nuit du samedi 7 au dimanche 8, je suis réveillé par la sonnerie du téléphone. Je reconnais la voix d'un ami, Henry Ruffin, correspondant de l'Agence Havas à Genève. Il me dit que la famille Thomas est fort inquiète. On a appris, là-bas, par une communication de Paris, qu'un homme, dont le signalement ressemble à celui de Thomas, a été saisi d'un malaise et s'est effondré dans le restaurant Ruc, proche de la gare Saint-Lazare, où il se restaurait légèrement ; Son corps a été transporté à l'hôpital Beaujon. On aurait trouvé sur lui des papiers au nom d'Albert Thomas (parmi lesquels, si je me souviens bien, une vieille carte de syndicaliste).
Je suis bientôt dans un taxi qui, de la gare de l'Est proche de mon domicile, me conduit à cet hôpital, situé alors au croisement du faubourg- Saint-Honoré et du boulevard Haussmann, dans des bâtiments aujourd'hui occupés par des services de police. Dans une demi-obscurité, un infirmier en blouse blanche me conduit à la salle de garde. Sur un brancard posé par terre, un corps est étendu sous une couverture. L'infirmier soulève celle-ci et je reconnais la figure de Thomas. Je suis accablé. Mais il me faut tout de suite confirmer aux siens que leurs craintes étaient justifiées et aussi avertir quelques-uns de ses amis et proches collaborateurs. Impossible de toucher Jouhaux. Ayant sur moi l'adresse du pied-à-terre, peu éloigné de l'hôpital, où se trouvent les Maurette, rencontrés il y a quelques jours à une exposition, je cours le long des rues désertes, jusqu'à leur porte qui s'entrebâille, pour se refermer quand mon ami, bouleversé, a reçu le douloureux message.
Plus tard, Maurette et Phelan m'expliqueront la brutalité de cette mort. Je savais bien que depuis plusieurs années Thomas était diabétique et qu'il avait eu, en janvier, une mauvaise grippe l'obligeant à garder la chambre pendant huit jours. Mais il avait développé tant d'activité pendant le conseil et la conférence du printemps que je n'avais pas réalisé la somme d'énergie physique et morale qu'il y avait aussi dépensée. Ses compagnons immédiats s'en inquiétaient  : « Cramponné à la tribune, écrit Maurette, luttant contre l'épuisement, il avait de ces accents puissants et brisés où nous sentions avec angoisse le progrès du mal. » Et Phélan, dans ses souvenirs sur la conférence qui venait de s'achever, nous le montre, après un discours, trempé de sueur et tremblant de fièvre, exténué… « La conclusion qui se dégage irrésistiblement de ces souvenirs, écrit-il, est que, pendant des semaines, Albert Thomas avait dû lutter et qu'au cours de cette lutte, il avait épuisé ses réserves. Ses amis, ses médecins et peut-être parfois lui-même avaient été trompés par son étonnante force de résistance. Mais à certains moments, il avait dû se sentir près de la défaite. » »

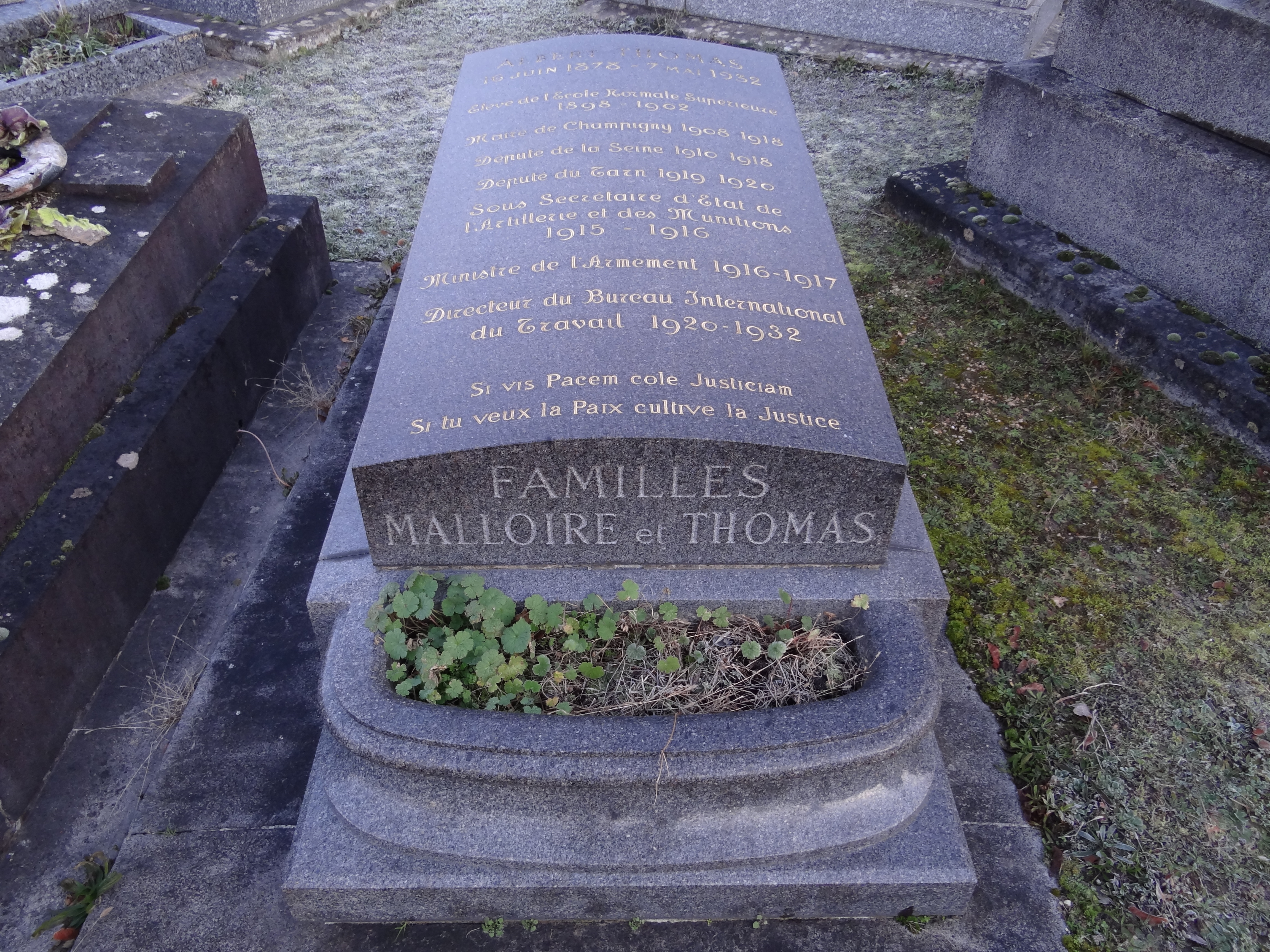
La tombe d'Albert Thomas au cimetière ancien de Champigny-sur-Marne (Val-de-Marne).

Il est enterré dans la 8ème division du Cimetière ancien de Champigny-sur-Marne.
Les papiers personnels d'Albert Thomas sont conservés aux Archives nationales sous la cote 94AP.

## Vie privée
Le 17 janvier 1905 à Paris 3e, il épouse Madeleine Jeanne Joséphine Rosalie Chauffaille (1882-1965).

## Écrits
- Lectures historiques. Histoire anecdotique du travail, 1910
- Collection « Les documents du socialisme », Paris, Éditions Marcel Rivière, 1911- ?
- L'État et les compagnies de chemins de fer, 1914  — Lire en ligne.

## Hommages
- La rue Albert-Thomas (10earrondissement de Paris) ainsi que le cours Albert-Thomas (3e arrondissement de Lyon) portent son nom.
- La commune de Champigny-sur-Marne a donné le nom d'Albert-Thomas à une rue et à un groupe scolaire (écoles maternelle et élémentaire publiques).
- Il en va de même dans de nombreuses villes françaises (ainsi, la rue Albert-Thomas à Rennes, la place Albert-Thomas dans le quartier des Charreaux à Chalon-sur-Saône et la place Albert-Thomas à Saint-Étienne où elle jouxte la Bourse du Travail) et la ville de Saint-Loup-sur-Semouse (Haute-Saône) a sa rue Albert Thomas. La ville de Roanne a son lycée Albert Thomas pour célébrer son bienfaiteur qui a installé dans cette ville l'Arsenal. La ville d'Egletons en Corrèze a son collège - lycée Albert-Thomas, la ville de Limoges a tenu à honorer sa mémoire en donnant son nom à une avenue, le Limousin étant une terre plutôt socialiste ; enfin Douai, ville du Nord historiquement socialiste, a donné son nom à une école primaire. À Bordeaux aussi, longeant un côté du stade Chaban-Delmas, la rue Albert-Thomas accueille une école maternelle et une école primaire portant son nom.
- À Dieppe, une école maternelle porte son nom.
- À Genève, une place près du Jardin botanique porte son nom.

### Prix Albert-Thomas
Créé en 1990, le prix Albert-Thomas est décerné par le ministère du Travail et le CNAM. Il récompense des entreprises menant des politiques dynamiques de prévention des risques professionnels.